# Charloisse Lagedijk

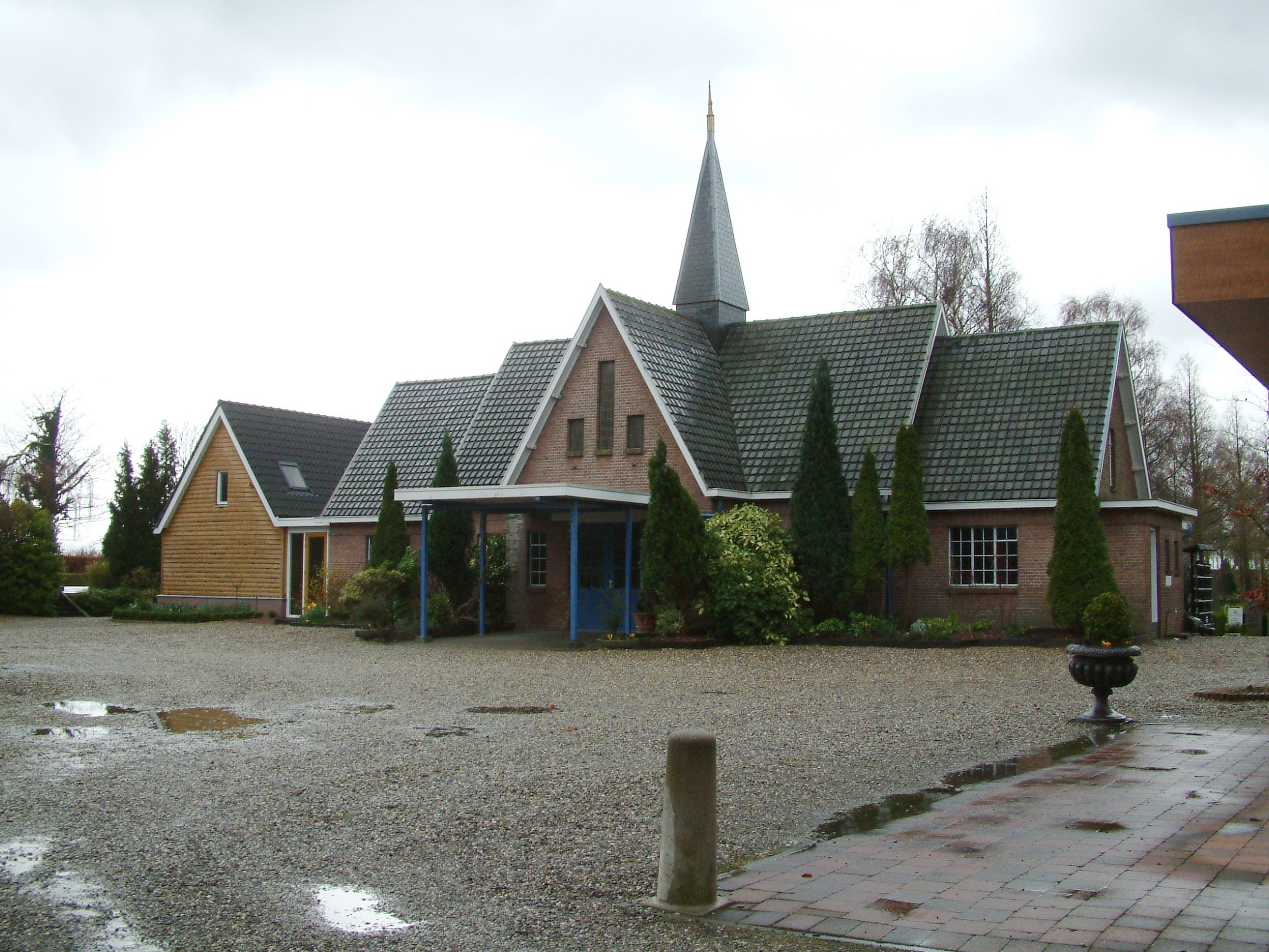
Protestantse Begraafplaats Charlois aan de Charloisse Lagedijk

De Charloisse Lagedijk is een historische dijk in Charlois op Rotterdam-Zuid.
De Charloisse Lagedijk begint bij de aansluiting met de Groene Kruisweg en vormde een zuidelijke verbindingsweg tot aan het kruispunt met de Langenhorst in Zuidwijk. Hier gaat de dijk over in de Vrijenburgweg die vervolgens de A15 oversteekt richting Barendrecht-Carnisselande. Het tracé van tramlijn 5 loopt hier vlak langs het kruispunt. Sinds 2007 wordt de dijk halverwege voor het gemotoriseerde verkeer onderbroken door de Verlengde Zuiderparkweg. De dijk was lange tijd een belangrijke sluiproute voor autoverkeer. Om dit te ontmoedigen verschenen tegen het eind van de jaren 90 naast verkeersdrempels ook om de 100m kunstmatige wegversmallingen door het plaatsen van vluchtheuvels. Later verscheen er ook tussen de Krabbendijkestraat en de Dorpshof een verkeersdoseerinstallatie. Karakteristiek aan deze weg blijven de van onder zwart-wit gestreepte lantaarnpalen.

## Geschiedenis
Omstreeks de 13e eeuw was er een grote polder genaamd Riederwaard. Na de stormvloeden van 1373, 1374 en 1375 ontstonden door indijken verschillende kleinere polders. Een van die polders was de polder Charlois die in het zuiden werd omsloten door de polders van Rhoon en Barendrecht. De Charloisse Lagedijk vormde de buitendijk voor de polder Charlois en werd soms ook wel de Smitshoeksedijk genoemd, vanwege het dorp Smitshoek dat was ontstaan op de kruising met de Smitshoekseweg. De dijk sloot in het oosten aan op de Smeetlandsedijk en in het westen op de Charloisse Hogedijk, thans Schulpweg geheten. De dijk was daarmee lange tijd een verbinding tussen de Dordtsestraatweg en de Dorpsweg. Bij de doortrekking van de Groene Kruisweg naar de Dorpsweg is de aansluiting verdwenen maar zijn resten van de dijk nog steeds zichtbaar. De aansluiting met de Dorpsweg vanaf de andere kant verdween ook door de aanleg van de wijk Pendrecht, maar is nog altijd te herkennen aan de Dorpshof. 
Afrikaanderplein ·
Atjehstraat ·
Beijerlandselaan ·
Brede Hilledijk ·
Brielselaan ·
Boulevard Zuid ·
Charloisse Lagedijk ·
Coen Moulijnweg ·
Dordtselaan ·
Dordtsestraatweg ·
Dorpsweg ·
Goereesestraat ·
Groene Hilledijk ·
Groene Kruisweg ·
Grondherendijk ·
Katendrechtse Lagedijk ·
Kerkwervesingel ·
Kromme Zandweg ·
Laan op Zuid ·
Lange Hilleweg · 
Maastunnelplein ·
Mijnsherenlaan ·
Oldegaarde ·
Oranjeboomstraat ·
Pendrechtseweg ·
Plein 1953 ·
Pleinweg ·
Pretorialaan ·
Prins Hendrikkade ·
Riederlaan · 
Rosestraat ·
2e Rosestraat .
Slinge ·
Smeetlandsedijk · 
Stadionweg ·
Stieltjesplein ·
Stieltjesstraat ·
Strevelsweg ·
Vaanweg ·
Veerlaan ·
Vondelingenweg ·
Wilhelminakade ·
Wilhelminaplein ·
Zuiderpark ·
Zuiderparkweg ·
Zuidplein